# Order Sławy Pracy (Mołdawia)
Order Sławy Pracy (rum. Ordinul „Gloria Muncii”) – jednoklasowe odznaczenie Republiki Mołdawii, nadawane za wybitne osiągnięcia w pracy, wybitną działalność publiczną oraz istotne zasługi w dziedzinie kultury, nauki, sportu, życia publicznego lub społeczno-gospodarczego. 
Order nadawany jest przez Prezydenta Republiki Mołdawii. 

## Historia
Order Sławy Pracy został ustanowiony ustawą przyjętą przez parlament w 1992 roku. Zgodnie z art. 17 ust. 9 ustawy o odznaczeniach państwowych Republiki Mołdawii (ustawa nr 1123 z dnia 30 lipca 1992 roku) order nadawany jest za zasługi w pracy i szczególne sukcesy we wszystkich dziedzinach działalności.

## Odznaka
Odznakę stanowi ośmioramienna gwiazda wykonana jest z pozłoconego tombaku. Składa się z czterech promieni przedstawiających stylizowane kłosy pszenicy i czterech promieni o stożkowych fasetach. W środku wytłoczono stylizowane koło zębate otoczone srebrnym pierścieniem, w którego górnej części wytłoczony jest napis „Gloria Muncii”, a w dolnej „Mołdawia”. W centrum koła znajduje się wizerunek flagi państwowej pokryty emalią w kolorze niebieskim, żółtym i czerwonym. W dolnej części flagi znajduje się płaskorzeźba dwóch pozłacanych gałązek laurowych i pionowych posrebrzanych linii, dmuchanych srebrem.